# 蔡明諺
蔡 明諺（さい　めいげん 1996年1月7日- ）は、台湾の柔道家。階級は60kg級。身長167cm。

## 人物
2010年のアジアユース55kg級で優勝した。2011年にアジアユースで2連覇すると、世界カデでも2位になった。世界ジュニアでは5位だった。2012年から2年連続でアジア選手権で3位になると、2013年には地元で開催されたアジアオープン・台北でコンチネンタルオープン史上男子では最年少となる17歳243日で優勝を果たした。アジアユースゲームズと東アジア大会では3位になった。グランプリ・チェジュでは2位となり、台湾の男子選手として初めてとなるIJFワールド柔道ツアーでのメダル獲得となった(台湾の女子選手では日本の山梨学院大学に留学している連珍羚が2010年のグランドスラム・東京で3位になり、台湾の選手として初めてのメダルを獲得している)。2014年のグランドスラム・パリでは3位に入り、台湾の男子選手初となるグランドスラム大会でのメダル獲得になった(台湾の女子選手では同じく連が2010年のグランドスラム・東京で3位になっている)。アジア大会では5位だった。2016年のリオデジャネイロオリンピックでは2回戦でブルガリアのヤニスラフ・ゲルチェフに掬投で敗れた。

## 主な戦績
55kg級での戦績
- 2010年 - アジアユース　優勝
- 2011年 - 世界カデ　2位
- 2011年 - アジアユース　優勝
- 2011年 - 世界ジュニア　5位

60kg級での戦績
- 2012年 -　アジア選手権　3位
- 2012年 - アジアユース　3位
- 2013年 -　アジア選手権　3位
- 2013年 -　アジアユースゲームズ　3位
- 2013年 - アジアオープン・台北　優勝
- 2013年 -　東アジア大会　3位
- 2013年 - グランプリ・チェジュ　2位
- 2014年 - グランドスラム・パリ 3位
- 2014年 - アジアオープン・台北　3位
- 2014年 -　アジア大会　5位
- 2015年 -　アジア選手権　5位
- 2016年 -　アジア選手権　7位

(出典、JudoInside.com)。